# Битка на Мишару
Битка на Мишару или бој на Мишару је битка вођена између српске устаничке војске под командом Карађорђа и турске војске у месту Мишар код Шапца од 13. августа до 15. августа (односно од 1. до 3. августа по јулијанском календару) 1806. Ова битка је једна од највећих победа српских устаника за време Првог српског устанка. Битку је овековечио Филип Вишњић у народној епској песми „Бој на Мишару”, док ју је руски сликар Афанасиј Иванович Шелоумов овековечио монументалном композицијом уља на платну „Бој на Мишару”.

## Позадина
1806. године на савет Наполеона Бонапарте, Порта је решила да се разрачуна са српским устаницима. По ратном плану који су разрадили француски официри, Турска војска је требала да изврши офанзиву на устаничку територију са концентричним нападима. Послате су војске из три правца. Прву војску из правца Видина са око 18 хиљада војника зауставио је 24. јуна 1806. године код Пореча Миленко Стојковић. Друга војска из правца Ниша предвођена Ибрахим пашом Бушатлијом од Скадра кретала се са 55 хиљада низама, коњицом и 17 топова и кумбара ка Делиграду. Док је Карађорђе са шумадијском војском био још на Морави и чекао напад Турака од Ниша, трећа војска Турака из Босне, предвођена босанским везиром Сулејман-пашом Скопљаком и пашама Синаном и Хасаном, су продрли преко Мачве до Шапца, окупирали га и потиснули устанике до ушћа реке Вукдраже у Саву. Истовремено, један јачи одред Турака под командом сребреничког Хаџи-бега је кренуо из Соко града према Ваљевској нахији. Турски план је био да се ова колона у Палежу споји са главнином која је из Шапца требало да настави ка Београду.
Јаков Ненадовић је известио Карађорђа и затражио помоћ, а овај му је поручио да што дуже задржава Турке како зна и уме, док он не стигне, пошто победи Турке на Делиграду. Стојан Чупић и прота Матеја Ненадовић су преговарали са Турцима у селу
Попома (код Бијељине), задржавши их двадесетак дана да са главном војском не пођу на Шабац. Када је босански везир стигао са војском до Шапца, Карађорђе је већ победио на Морави и кренуо у Подриње.
Карађорђе је са војском брзо стигао до Лајковца, а одатле је кренуо ка шанцу на Кличевцу код Ваљева. Главнину војске је предао Милошу Обреновићу да прихвати борбу са Хаџи-бегом. Карађорђе је очигледно хтео прво да се ослободи Хаџи-бега, а онда да нападне Сулејман-пашу Скопљака. Хаџи-бег је поражен 1. августа (20. јула по старом календару) 1806. код Братачића.
Босански везир је са својом војском истог дана кренуо из Шапца ка Београду. Десно крило његове војске на челу са бањалучким Хасан-пашом су устаници дочекали у Месарцима и потиснули ка Шапцу. Главнина турске војске под командом Сулејман-паше је наставила напредовање и увече се улогорила у селу Ушће. Ту су их током ноћи напали Јаков Ненадовић и поп Лука Лазаревић. Ујутро су се устаници повукли, али су друге ноћи опет напали Турке. Босански везир је одлучио да се повуче до Шапца и да чека повољнију прилику да нападне Београд.
Карађорђе се кретао врло опрезно и прикривено, бојећи се да у току марша не дође до сукоба са бројчано надмоћнијом турском војском. Напред је ишао Карађорђе са старешинама, за њим коњица, па бројна пешадија у белим чакширама и кратким гуњцима, са дугом косом везаном у перчине јатаганима о појасу и дугом пушком о рамену, а зачеље су чинили старци и голобради младићи са ашовима, лопатама, будацима и секирама.
Иако ни једна од обе војске нису имале прописе о униформама, знакова разликовања српских од турских војника било је много од тога да су Турци носили углавном чалме и турбане, а Срби фесове, шубаре или били гологлави, па до тога да је коса била знак распознавања, јер су Срби дугу косу везивали у перчин, док су Турци бријали главе. Обе војске су око струка везивале разнобојне платнене појасеве, највише црвене боје. Такође су Турски војници били богатије одевени од Срба, а и начин ношења сабља се код Турака и Срба разликовао.Такође су и боје одеће биле различите, будући да је Србима било забрањено да носе зелену господску одећу, и углавном су носили белу одећу од грубог сукна.
Пре доласка на Мишар, Карађорђе је војску прво зауставио код храстова у селу Трбушац, да се причесте. Потом је војску опет зауставио крај једне ограде од прошћа. Он је ишчупао два проштаца из ограде, дао их сеизу и рекао војсци да свако ишчупа онолико проштаца колико може да понесе, јер ће се од тих проштаца градити шанац.
Дана 9. августа је српска војска јачине 6000-7000 пешака и до 2000 коњаника била на Мишару и стигла на Мишарско брдо. Карађорђе је одабрао место на заравни мишарског брега, шест стотина корака од литице, показао свом барјактару Секули Гавриловићу где да пободу кочеве и устаници су почели да подижу шанац између Саве и Јеленачке шуме, негде на заравни мишарског брда, јер је Карађорђе видео тактички и стратешки потенцијал, будући да је имао добар преглед терена испред брда, одакле ће се Турци кретати. Карађорђе је избор места за шанац поткрепио речима: „Овде сам ја и раније био и са Турцима се тукао. Ако Турци хоће према Београду морају овим путем који пресеца поље. Лево не могу од густе шуме, а десно од нас је Сава иза ових шумарака. Ова шума и Сава могу послужити као ослонац нашим положајима. У шуми можемо прикрити резерве. Уздигнути део Мишарског поља нам омогућава да видимо Турке из даљине.” Многи наводе да је положај шанца био пресудан за победу. Док шанац још није био изграђен, Турци су 10. августа изашли из свог логора око Шапца и напали Србе. Двапут су јуришали и двапут су били одбијени. Турци су затим почели да праве топовске положаје и да намештају кошаре, док су Срби у расутом строју пуцали на њих и ометали их у изради положаја.

## Топографија
По свом геофизичком изгледу, Мишар одудара од пространог равничарског дела у ком је смештен Шабац. То је простор са неравним теренима, увалама и брежуљцима, који одговара више шумадијском делу Србије, него Посавини. Мишарски брег (или брдо на ком се налазио шанац), иако једва педесет метара штрчи изнад равнице која је пукла испод Мишара, доминира над Шапцом и његовом околином. Може се описати као зараван, тј. плато или релативно равна површина која је узвишена у односу на осталу површину око ње. Мишар се убраја у три узвишења која окружују Шабац, заједно са Летњиковачким брдом и Јевремовцем. Од литице Мишарског брега терен је раван, а равно поље на брегу се простире све од Орида, где се падином завршава брег. Такође Мишарски брег има и падину у правцу реке Саве. Карађорђе је напоменуо да бира простор између реке Саве и густе шуме, будући да је шанац био позициониран да му Сава дође са десне, а шума са леве стране, како Турци не би могли да заобиђу шанац. Простор од реке Думаче где се налазио везиров шатор са штабом па до литице брега је раван, као и плато на брегу где је био шанац због чега се често везано за битку спомиње Мишарско поље. Сам Карађорђе је у припреми битке навео да ће шанац бити изграђен на издигнутом делу Мишарског поља, како би српска војска могла да посматра кретање турске војске Мишарским пољем.
Битка се одиграла на простору од речице Думаче па до данашњег споменика битке. Најжешће борбе вођене су на платоу Мишарског брега око шанца. Само бојно поље се налазило на простору између речице Думаче, реке Саве, шуме у Јеленчи, Орашца и сланог извора Слатине код Мишарског брега.

### Шанац
Шанац је 1848. године обишао Јанко Шафарик. По Јанку Шафарику, најдужа северна страна је била дуга 303 m, а источна 285 m. На источној страни постављени су тешки топови – Крња и Шибоња. Ров око шанца је био дубок 1,1 m, при врху широк 1,5, а при дну 0,8 m. На земљаном грудобрану је било постављено дебело и зашиљено коље у виду палисаде постављено усправно са шиљцима нагоре, а испред њега дубоке „курјачке јаме“, кружне рупе у којима је такође било пободено зашиљено коље. Палисаде је Карађорђе са устаницима наводно претходно ишчупао из некакве ограде на путу ка Мишару. Између две више зашиљене палисаде, налазила се у размаку нижа палисада, такозвана пушкарница, преко које би борци пребацили пушку и пуцали. Такође су на шанцу биле израђене нише за муницију. Иза грудобрана налазио се банкет, т.ј. простор за стрелце, на које је могло да стане два реда стрелаца, а иза банкета налазио се ров за ред стрелаца који је пунио оружје. Имао је четири топовске табле, од којих је једна била редан. Унутрашња страна грудобрана била је обложена плетивом. Шанац је имао капију за испад пешадије као и велику капију за топове. У средини шанца су се налазили Карађорђев чадор и земљани магацин за џебану.
Шанац је био удаљен неких 600 корака од ивице мишарског брда и налазио се у близини места званог Доња Слатина. Шанац је на платоу заравни подигнут тик уз пут који од Шапца води ка Палежу и Београду тако да се са леве стране шанца налазила густа шума, а десно од шанца је била река Сава. На тај начин је Карађорђе практично Турској војсци затворио пут ка Београду, јер је због шуме и реке Саве то био једини пролаз на путу од Шапца ка Београду. Такође се наводи да је услед дуге августовске суше земља била тврда, па је копање шанца било јако тешко, посебно по августовској спарини.
Од шанца данас није остало никаквог трага. Више пута предлагано је да се шанац у потпуности обнови; 2015. године градске власти у Шапцу су урадиле мали сегмент грудобрана шанца са кољем на месту где се налазе Карађорђеви бунари, међутим овај сегмент историјски је нетачно урађен, будући да је грудобран превише низак и да је коље постављено под углом од 45 степени, а заправо је коље на Мишарском шанцу стајало као ограда под углом од 90 степени окренуто са шиљцима нагоре.

### Топови
Српски устаници су поседовали четири топа, од тога два тешка гвоздена топа Крња и Шибоња, једну хаубицу(кубуз) и једну кумбару.

## Битка
Дана 13. августа прво је обављено јутрење. Карађорђе је на ограду поставио стрелце у два реда, а иза њих у два реда борце који ће замењивати прве док пуне пушке. У сваком углу шанца је поставио по један топ, а коњицу је сакрио у шуми.
Преко реке Саве, окупио се на позив Турака народ из Срема да посматра битку. Међу њима били су и официри аустријске војске који су наредили да се подигне осматрачница и да се посматра ток боја.
На предлог својих заповедника, Сулејман-паша је одложио почетак напада док се боље не извиде положаји Срба и прикупи још војске. Већ око 12. августа код Шапца се окупила војска од око 40.000 војника. Унутар шанца, Карађорђе је по банкету распоредио своје најбоље стрелце у два реда. Иза њих је разместио у два реда пешаке, који ће истрчавати, кад малакша ватре, кад неко од бораца падне, да га замени. Како је у то време размак између стрелаца износио по метар, сваку фасу (ивицу шанца) поседало је по 120 војника у једној врсти. Практично дуж грудобрана и у једној врсти налазило се око 2000 људи. Одређени број бораца био је задужен за извлачење рањеника, тако да је у резерви било око 4500 стрелаца. У средини шанца је поставио резерву за сваку страну и сваки крај шанца. Свако од старешина имао је своју резерву, коју је по потреби уводио у битку. Његова(Карађорђева) резерва је била најбројнија и најискуснија. Одредио је носаче, који ће носити и склањати рањенике у превијалиште код Орида и оне који ће делити муницију. Одредио је и старешине, који ће одржавати поредак у шанцу, ако неко затаји. На грудобрану су биле израђене нише за фишеклије за муницију. Пошто су Срби имали мало муниције наређење је било да се муниција и џебана не расипа улудо, већ да се погађа тек када су стрелци сигурни да ће погодити. Коњицу у јачини 2000 коњаника је сакрио у Јеленачку шуми и одредио да бимбаше коњице буду Поп Лука Лазаревић и Прота Матеја Ненадовић.
Прешавши речицу Думачу, турска коњица се развила у борбени поредак и лагано је пошла према Мишарском брду. За њом је ишла пешадија, а тобџије су поставиле топове на десној обали речице отвориле ватру на шанац. Код моста на Думачи се зауставио Сулејман-паша са својим штабом.
Један турски војник је са бреста у близини шанца давао знаке тобџијама под брдом о положају Срба и шанца. Њега је пре напада коњице из шанца пушком убио Тадија Црнобарац, чиме је прекршио Карађорђево наређење да се не пуца пре њега. Карађорђе је хтео да казни смрћу Тадију, али га је приметивши шта је учино похвалио речима: „Срећа твоја момче да си тако лепо зготовио.”
Током артиљеријске паљбе турских топова, једна граната је пала крај Карађорђевих ногу, али није експлодирала. Он ју је после само одгурнуо ногом у страну.
Кад је турска коњица натрчала на зараван испред шанца, коњи су почели да се претурају и да падају заплетени у препреке од дивље лозе. Тада су српски стрелци из шанца отворили ватру.
Док се ослабљена турска коњица прибирала за други јуриш, пристигла је и пешадија. Турци су наступали у линијском поретку, у густим масама. Турске старешине су поделиле своје чете и наредиле јуриш на шанац, али су многи војници попадали на земљу и набили се на оштро коље. Када су се приближили шанцу, коњица је убрзала, а пешадија потрчала. Међутим, устаници су одбили и овај напад.
Турци су у том тренутку застали оклевајући, а бегови су камџијама терали малодушне, али без успеха. Сулејман-паша је зато послао дервише и хоџе да подигну морал. После овога је турска коњица навалила новом снагом, а предводио ју је Кулин-капетан из Босанске крајине. Турци су успели да се пробију до шанца и поскакали су на грудобране.
Уследила је борба прса у прса на грудобрану.
У том тренутку је Карађорђе дао знак српској коњици да крене у напад. Коњаници су се поделили у две групе. На челу једног крила је био поп Лука Лазаревић, а на челу другог су били Лазар Мутап и прота Матеја Ненадовић. Лука Лазаревић је појурио према шанцу, а прота Матеја је кренуо улево према турској артиљерији и везиревом штабу. Изненађене тобџије су окренуле цеви према коњици, али без успеха. Након што су уклонили турску артиљерију, устаници са протом Матејом на челу су јурнули према турском штабу, али су им се испречили коњаници из везирове пратње. Након што је поразила везиреву заштиту, сељачка коњица је напала турску резерву на левом крилу према селу Орашцу.
Устаничка коњица под командом Луке Лазаревића је растерала турску пешадију око шанца и кренула је да је гони. Карађорђе је потом наредио да се отворе врата шанца и да српска пешадија крене у напад.
Током битке одиграо се двобој између Луке Лазаревића и Кулин-капетана, у врбаку покрај речице Думаче. Одвојили су се са мањом групом људи. Обојица су кренули један на другога и потегли пиштоље, али су пиштољи заказали. Луки се покушао прикрасти један Турчин са леђа, али га је Лука ногом ударио у стомак. Кулин је потом ударио три пута Луку сабљом, преломио му сабљу и посекао га по темену, а Лука је у жару борбе потегао гвоздену шипку арабију за пуњење кубуре и ударио Кулина по лицу. Турци потом видевши да је Кулин рањен пуцају на Луку, али га само лакше рањавају, док Срби успевају да убију пушчаном паљбом Кулина. Лука се рањен скрива у шумарку где се од рана онесвестио и тек се предвече дотетурао до шанца. Кулина су Турци мртвог однели у Јању где и данас почива, а његову сабљу на којој су били исписани берати (заслуге) запленио је Милош Стојићевић Поцерац.
Битка је завршена у предвечерје око 6 сати великом српском победом. Аустријски посматрачи са друге стране Саве су послали у Беч вест о страшном турском поразу и да је на Мишару остало 1172 мртва Турчина. У једном другом извештају ова бројка се попела на 3000. На турској страни су погинули Синан-паша из Горажда, Кулин-капетан, капетан Мехмед Видајић из Зворника и његова два сина и многи други. Срби су дошли до великог плена: много оружја, муниције, коња, скупоцених одела и новца.
На турској страни међу артиљерцима било је и француских, Наполеонових војника.

## Сведочење Секуле Гавриловића
По сведочењу Секуле Гавриловића, учесника битке и једног од барјактара, Исидор Стојановић је 1810. г. забележио ток битке, али је ово сведочење објављено тек постхумно 1848.
,,Карађорђе дође затим у Шумадију и набављајући путем војску састави десет хиљада...
По сведочењу Гавриловића, Вожд је стигао на Мишар у суботу, у недељу је било пар мањих окршаја са Турцима, понедељак и уторак су били мирни, а битка се одиграла у среду од осам ујутру до шест поподне...
,,Стигао је (Карађорђе) у суботу... У недељу ујутру изађу Турски коњаници да траже шарампов (шанац)... У понедељак ништа, такође ни у уторак... Уочи среде стигне писмо из Немачке (мисли на Војводину) у ком вели „Ђоко Петровићу, др'ж се! Сав је Срем сазван од Турака да види како ће вас Турци повезати и мимо Шапца протерати...
Ђорђе је из овог писма добио информацију да Турци неће доћи ни из правца Дубраве, ни из правца Саве, а ни из правца Цера... ,,Карађорђе имао је ту рајтхозле (чакшире за јахање) и гуњ, а на глави црну шубару испод које се три прста фес видео, на ногама опанке, за појасом две пушке, о бедрима сабљу дугачку и праву.’’
Даље у изјави стоји „У среду ујутру Турци опколише шарампов (шанац), најпре коњаници... Од осам сати ујутру, па до подне трајао је бој и пало је неколико стотина Турака, а и Срба је доста погинуло и ранило се... Србски коњаници, док су из шарампова пешаци тукли, стајали су у Жабару... Истог дана боја и србски су пешаци многи из шарампова (шанца) искочили и Турке били и гонили... Турци су побегли ка Сави...

## После битке
После битке „Мишарско поље било је тамно и изривено топовским ђуладима и пушчаним зрнима, а трава разнесена коњским копитима, покривено лешевима изгинулих Турака и натопљена људском и коњском крвљу. Потучени на Мишару, Турци су се повукли у логор испод Шапца и утврдили се дубоким ровом. Ипак, не осећајући се безбедним у њему, једне ноћи су покушали да побегну назад у Босну. У Китогу су их сачекали Стојан Чупић и Милош Поцерац са око 2000 бораца и уништавали их. Милош је од преживелих Кулинових људи запленио Кулинову сабљу, одело и коња.
Око 1000 Турака је упало у заседу коју је спремио одред проте Николе Смиљанића. Срби су убили око 500 људи, заробили 300 и запленили око 1000 говеда и преко 30 кола оружја и муниције.
Најсмелији подвиг су извели Цинцар Јанко Поповић и Лазар Мутап који су јурећи за Турцима прешли Саву, сустигли их у селу Босут, посекли их, лешеве бацили у Саву, а они се са пленом вратили у Србију.

## Последице
Због великог пораза на Мишару, муслимански свет је „и овај пут пребацио одговорност на другог“, записао је Васа Чубриловић. „Криви су им били Порта, паше, Аустрија и Француска. Тако се по Крајини причало да их је издао један паша. И управо када су били притеснили Србе под Карађорђем и попом Луком, изненада их је опколила и потукла мађарска коњица“.
Након победа на Мишару и на Делиграду, Порта је била приморана да преговара о миру са устаницима, уз посредовање Аустрије и Русије. Порта је ферманом дала опроштај Србима за све што су учинили у трогодишњем устанку, показала спремност да Србима одобри аутономију ако изразе верност Порти, да прихвата установљење српског врховног кнеза и да Срби плаћају једном годишње царске дажбине у износу од 722.500 гроша.
Наполеон Бонапарта је одао признање Карађорђу у Ашперну код Беча 21. маја 1809. године.

## Анализа битке
Будући да је Карађорђе проценио да јачина турских снага превазилази устаничку, решио је да изабере терен чија ће топографија да иде устаничкој војсци у корист. Комбиновањем дефанзивне тактике на узвишеном терену са којег има преглед на кретање противника, и маневра коњице дало је позитивне резултате по устанике. Дефанзивном тактиком Карађорђе је имао за циљ да измори турску спахијску коњицу и пешадију плотунском и артиљеријском ватром, чиме би ослабио најјаче турске снаге. Задатак је био да се позиционом и дефанзивном тактиком заустави турски маневар коњицом и пешадијом. Потом када су најјаче турске јединице знатно ослабљене, Карађорђе из дефанзиве прелази у офанзиву, прво са устаничком коњицом, чији је задатак био да елиминише турску артиљерију. Коначно када је процењено да је погодан тренутак, устанички вођа покреће све јединице у потпуну офанзиву на Турке и завршава битку.
Процена је да је турска војска направила круцијалну грешку током битке у распореду снага. Уместо да турске старешине употребе своју бројну артиљерију и постарају се да она уништи устаничко утврђење и ослаби браниоце, па да тек онда крену у напад коњицом и пешадијом, турске старешине бирају да после слабе артиљеријске припреме крену у директан коњички напад против добро утврђених Срба, што је довело до јако лоших резултата. Један од кључних резултата српске победе је и формација јединица. Наиме српска војска је бројчано инфериорнију пешадију поделила у четири линије, тако да прве две линије заклоњене у шанцу врше плотунску паљбу, док друге две линије пуне оружја, тако да је цела српска пешадија због такве формације имала максималан учинак ватреним оружјем. С друге стране турска војска је због бројчаности своје јединице распоредила у више густих колона. У таквом распореду, само предње две колоне могу да остваре ватру, док колоне иза предње две не могу да пуцају, јер би погодиле своје војнике испред себе. У таквом распореду, турска војска није могла да оствари максималан учинак ватреног оружја. Такође турским војницима је много теже било да ране српске војнике, будући да су се Срби у шанцу крили иза грудобрана од земље и палисада, док су Турци на отвореном пољу без заклона били изложени ватри за коју није било потребно много прецизности у гађању.
Један од кључних елемената у боју било је и време, т.ј. положај сунца. Будући да се битка одигравала у августу, по великој врућини, турски коњи који су од јутра непрестано нападали шанац су до поднева били преморени од врућине и жедни, па је било ризично даље форсирати их, те је Сулејман-паша Скопљак одустао од даљих напада.

## Топоними Мишарске битке данас
Од топонима везаних за Мишарску битку, Карађорђев шанац је потпуно уништен без трага, такође мост на реци Думачи где се налазио штаб Сулејман паше Скопљака је уништен током Другог светског рата. Литица Мишарског брда је обрасла у шуму,а Мишарско поље које се најчешће везује за битку је насељено кућама, док Јеленачка шума где је био табор српске коњице је скоро потпуно нестала. Река Думача још увек постоји. Од бунара остао је само један бунар. Шабачка тврђава одакле је турска војска кренула у бој још увек делимично постоји. Храстови код села Трбушац где је Карађорђе причестио војску пред бој још увек постоје.

## Занимљивости
- Чувени певач епских песама Филип Вишњић је опевао битку у епској песми „Бој на Мишару”.
- 1911 године снимљен је први српски играни филм Живот и дела бесмртног вожда Карађорђа у коме је приказан бој на Мишару, са јуришом спахијске коњице. Битка је снимана на Бањичком пољу, уз помоћ војске. У филму је приказано како по Карађорђевом наређењу устаници јуришају са нечега што подсећа на грудобран шанца без палисада и како је Милош Стојићевић Поцерац заробио Кулинову сабљу поред мртвог Кулин капетана. Такође је приказана апотеоза Карађорђа после битке који стоји поред топа као победник, док му девојка изнад главе држи ловоров венац.
- Сликар руског порекла Афанасије Шелоумов је 1938. године насликао монументалну композицију „Бој на Мишару.” Слика је димензија 1,40 метара са 2 метра приказује групу српских војника, који надиру здесна налево потискујући Турке. Српски борац који носи високо подигнуту заставу и парадни лик Карађорђа на коњу симболизују српску победу. Иако је Карађорђева униформа на слици приказана историјски тачно, у контрадикцији је са изворима то да је Карађорђе током боја јахао коња, већ се борио међу пешацима. У десном углу, у првом плану, приказани су тела изгинулих Турака, изломљени топови и друго оружје, на задњем плану, из шуме јуришају српски коњаници обавијени димом барута, док се далеко у позадини с леве стране назиру турске војсковође са заставама. Поред Карађорђа на слици је приказан Цинцар Јанко, како на коњу са сабљом јуриша на Турке. На композицији је Карађорђе приказан у историјски тачној униформи какву је носио током боја, у гуњу, рајтхозлама, са црвеним фесом преко кога је носио шубару.[21]
- На 150. годишњицу у селу Мишар где се одиграла битка изведена је симулација битке у којој су војници ЈНА обучени у костиме симулирали коњички јуриш.
- Битка је приказана у стрип едицији „Никад робом” под насловом „Први дипломата”, а стрип је посвећен Проти Матији Ненадовићу.
- Битка је обрађена у документарно-играној серији Трагом Карађорђа у осмој епизоди под називом „Велики стратег”. Током приказа коришћене су анимација битке са тереном и шанцем на Мишару, играни приказ устаничких распореда и плотунске паљбе у шанцу под командом Карађорђа, као и маневар коњице под водством Луке Лазаревића.
- 2006. године Пошта Србије је издала пригодну поштанску маркицу у част битке на Мишару, са ковертом Први дан. Маркица је урађена по узору на слику „Бој на Мишару” Паје Јовановића.
- Битка је на комичан начин приказана у филму Црни Груја и камен мудрости, с тим да је приказ битке супротан историјским изворима, јер се у филму битка одвија током ноћи, док је у реалности битка трајала током дана. Улогу Кулин капетана преузео је глумац Драган Јовановић.
- Битку је илустровао стрип аутор Горан Ђукић Горски за књигу Горана Кукића „Поема о Вожду”.
- Почетком августа 2018. године, пред обележавање 212. годишњице битке, академски сликар Жељко Драгићевић, осликао је монументални мурал битке на успону брда на Мишару. На муралу су приказани, на левој страни у правцу одакле је долазила турска војска, турски војници како упадају у прикривене вучије јаме; централи део заузима приказ јуриша коњице попа Луке Лазаревића и устаници како се боре прса у прса с Турцима, док десни део мурала приказује шанац са Карађорђем на грудобрану и устаницима како пуцају на турску коњицу.[22]

## Галерија
- Униформа српских устаника
- Устаник бећар
- Униформа српских устаника 1806
- Чакшире Стојана Чупића
- Сабља Проте Матије Ненадовића
- Кубура коришћена од Срба и Турака током боја на Мишару
- Оружје коришћено током боја
- Пушке коришћене у боју на Мишару
- Остатак цеви топа коришћеног током боја на Мишару
- Окована кумбара која је такође коришћена поред гвоздених топова у боју на Мишару ради сигнализације коњице
- Турски Спахија
- Туг коришћен од стране паша заповедника турске војске
- Турски артиљерац
- Турски официр артиљерије
- Турска хаубица коришћена током устанка
- Панорама бојишта испод Мишарског брда
- Поглед на падине Мишарског брда на чијем врху је црква
- Падина брда на Мишару од које је 600 корака био шанац
- Успон уз мишарско брдо
- Река Думача близу Мишарског брда која се налази западно од Мишарског брда
- Бунар ископан од стране Карађорђевих устаника уочи боја на Мишару који су се налазили између шанца и Саве
- Реконструкција сегмента устаничког шанца код Карађорђевих бунара
- Место где је Аустријска војска подигла осматрачницу како би официри посматрали бој на Мишару на обали реке Саве која се налазила десно од шанца
- Историјски храстови у селу Трбушац где је Карађорђе причестио војску пред битку
- План Мишарске битке
- Мапа места током боја на Мишару
- Макета терена и шанца са објашњењима
- Макета Мишарског шанца
- 3Д модел Мишарског шанца са елементима
- Грађа Мишарског шанца, дијаграм
- Палисаде Мишарског шанца
- Дијаграм битке на Мишару
- Топографије боја на Мишару
- Елементи Мишарског шанца
- Дијаграм који показује удаљеност шанца од литице, висину литице и конфигурацију равног терена на површини заравни
- Скица шанца на Мишару
- Топовска табла какву је имао Мишарски шанац
- Приказ Карађорђа после боја на Мишару у филму Живот и дело бесмртног вожда Карађорђа
- Макета грудобрана шанца
- Панорамски приказ битке на Мишару
- Мишарска битка 1806.
- Победа Срба на Мишару
- Табла за устаничко превијалиште у Ориду
- Обележје 205. годишњице боја на Мишару
- Мото прославе Мишарске битке
- Француски артиљеријски официри
- Турска војска